# Hidden Darts
Albums de Ghostface Killah
More Fish
(2006) The Big Doe Rehab
(2007)
Hidden Darts est une compilation de Ghostface Killah, sortie le 13 mars 2007.
L'album contient des faces B inédites ainsi que des titres extraits de mixtapes.

## Liste des titres
| No  | Titre                                                    | Contient un (des) sample(s) de                                                                            | Durée |
| --- | -------------------------------------------------------- | --- | ----- |
| 1.  | Hidden Darts                                             | Love Has a Way de Monty Alexander The Champ de Ghostface Killah Return of the Ironman de Ghostface Killah | 2:51  |
| 2.  | The Watch (featuring Raekwon)                            | | 3:04  |
| 3.  | Belt Holders (featuring Raekwon)                         | Come Dancing de Jeff Beck                                                                                 | 2:25  |
| 4.  | In the Parks                                             | | 0:48  |
| 5.  | When You Walk (featuring Method Man et Street Life)      | High Power Rap du Crash Crew                                                                              | 4:27  |
| 6.  | Murda Goons                                              | Geek Down de J Dilla                                                                                      | 3:07  |
| 7.  | Odd Couple (featuring Cappadonna)                        | | 4:07  |
| 8.  | Good Times (featuring Raekwon)                           | Good Times de Marilyn Bergman, Alan Bergman et Dave Grusin featuring James Gilstrap et Blinky             | 3:14  |
| 9.  | Cheche La Ghost                                          | | 3:14  |
| 10. | Milk Crates                                              | Funky President de James Brown The Big Beat de Billy Squier                                               | 0:52  |
| 11. | Return of Theodore Unit (featuring Wigs et Trife Da God) | | 4:11  |
| 12. | 9 MM (featuring le Wu-Tang Clan)                         | | 4:17  |
| 13. | The Sun (featuring RZA, Raekwon et Slick Rick)           | Does He Treat You Better de Unique Blend                                                                  | 3:22  |
| 14. | Mama (featuring Keyshia Cole)                            | | 4:35  |
| 15. | Love Stories (featuring Wigs)                            | (Where Do I Begin) Love Story d'Andy Williams                                                             | 3:12  |
| 16. | Wise                                                     | | 4:47  |
| 17. | No No No                                                 | You Don't Love Me (No, No, No) de Dawn Penn                                                               | 3:11  |
| 18. | Black Cream                                              | | 2:23  |
| 19. | Drummer (featuring Method Man et Street Life)            | | 2:48  |
| 20. | Late Night Arrival (featuring Wigs et Trife Da God)      | | 2:18  |
| 21. | Paycheck (featuring Trife Da God)                        | | 3:01  |
| 22. | Heard It All Before                                      | | 4:10  |